# دانييل زوري
دانييل زوري هو لاعب كرة قدم مجري -روماني المولد، من مواليد 14 أكتوبر 2000. يلعب بمركز مهاجم في نادي بودابست.

## حياته
ولد زوري في أوراديا، رومانيا في 14 أكتوبر 2000.  نشأ في ميشكا في مقاطعة أراد، وفي سن العاشرة من عمره انتقل إلى بيكيسكسابا ليلعب في أكاديمية بكسكابت 1912 إلوره للشباب.
يحمل الجنسيتين الرومانية والهنغارية. وقد صرح بأنه يفضل اللعب للمنتخب المجري على منتخب رومانيا إذا أتيحت له الفرصة.

## روابط خارجية
- دانييل زوري على موقع قاعدة بيانات كرة القدم.إي يو (الإنجليزية)
- دانييل زوري على موقع Soccerway.com (الإنجليزية)